# Sit cantaire
El sit cantaire o pardal melòdic (Melospiza melodia) és una espècie d'ocell de la família dels passerèl·lids (Passerellidae) que habita zones arbustives o de matoll, generalment a prop de l'aigua, de la zona Neàrtica, a les Aleutianes, sud d'Alaska, Canadà, Estats Units i zones limítrofes de Mèxic.

## Descripció
Els adults tenen les parts superiors marrons amb ratlles fosques a l'esquena i blanquinosos per sota amb ratlles fosques i una taca marró fosca al mig del pit. Tenen un casquet marró i una llarga cua arrodonida també de color marró. La cara és grisa amb una llista ocular marró a cada ull. Tenen una mida molt variable a través de nombroses subespècies (per veure els detalls de la subespècie, vegeu més avall). La longitud del cos oscil·la entre 11 i 18 cm i l'envergadura de les ales pot variar entre 18 i 25,4 cm. La massa corporal oscil·la entre 11,9 i 53 g. La mitjana de totes les races és de 32 g però la subespècie nominal generalitzada (M. m. melodia) pesa només uns 22 g de mitjana. En estat salvatge, la vida màxima és d'11,3 anys. Els ous del sit cantaire són marrons amb taques de color blanc verdós. Les femelles ponen de tres a cinc ous per posta, amb un temps d'incubació mitjà de 13 a 15 dies abans de l'eclosió.
Al camp, es confonen més fàcilment amb el sit de Lincoln i el sit pardalenc de praderia. El primer es pot reconèixer per la cua més curta i grisa i el cap amb patrons diferents, les galtes marrons formant un pegat angular clar. El sit pardalenc de praderia té una cua bifurcada i taques groguenques a la cara quan es veu de prop.

## Distribució i històrial de vida
Tot i que no predomina en un hàbitat en concret, el sit cantaire prefereix els matolls i els aiguamolls, incloses les maresmes de la major part del Canadà i els Estats Units. També es troben en zones dominades pels humans, com ara els suburbis, camps agrícoles i al costat de les carreteres. Residents permanents de la meitat sud de la seva distribució, les poblacions del nord del sit cantaire migren al sud dels Estats Units o a Mèxic durant l'hivern i es barregen amb la població autòctona no migratòria. És un vagabund molt rar a Europa occidental, amb alguns registres a Gran Bretanya i Noruega.
Aquests ocells s'alimenten a terra, en arbustos o en aigües molt poc profundes. Mengen principalment insectes i llavors. Els ocells de les maresmes també poden menjar petits crustacis. Nien en un lloc protegit a terra o en arbres o arbustos. Els pardals cantors amb àrees de coberta arbustiva al seu territori, allunyats de la costa intermareal, tenen una supervivència més gran a l'hivern, així com un èxit reproductiu més alt.

## Fisiologia
El sit cantaire ha estat objecte de diversos estudis que detallen les reaccions fisiològiques de les espècies d'ocells a condicions com la durada de la llum del dia i les diferents condicions climàtiques. La majoria dels ocells guanyen massa en els òrgans reproductors en resposta a una mena de senyal, ja sigui intern o extern a mesura que s'acosta l'època de reproducció. La font exacta d'aquest senyal varia d'una espècie a una altra; per a alguns, és un procés endogen separat de les indicacions ambientals, mentre que altres espècies requereixen senyals externs extensos de canvi de durada i temperatura de la llum del dia abans de començar a augmentar la massa dels seus òrgans reproductors. Els exemplars masculins de M. melodia guanyen massa testicular significativa en resposta tant als canvis en el fotoperíode diari com a conseqüència de senyals químics endògens. Les femelles també experimenten un creixement ovàric significatiu en resposta tant a senyals de foto-període com a senyals endògens. Els nivells d'hormones tant en mascles com en femelles fluctuen al llarg de l'època de reproducció, amb nivells molt alts al març i finals d'abril i després disminueixen fins al maig. Aquests estudis suggereixen que hi ha múltiples factors en el treball que influeixen en quan i com es reprodueix el sit cantaire a part d'augmentar la durada del dia.
A causa de la infinitat de subespècies del sit cantaire i del clima extremadament variat del sud de Califòrnia, on moltes d'aquestes subespècies fan les seves llars, es van dur a terme estudis fisiològics per determinar com les condicions climàtiques i l'entorn local van influir en la mida del bec de la subespècie M. melodia. El bec d'un ocell és molt important per a la termoregulació, ja que la superfície nua és un lloc perfecte per irradiar l'excés de calor o absorbir l'energia solar per mantenir l'homeòstasi. Sabent això, es van fer comparacions de la longitud del bec entre individus de sit cantaire recollits en diferents hàbitats pel que fa al tipus d'hàbitat primari o al microclima on es van recol·lectar. Les subespècies de bec més gros estaven fortament correlacionades amb microclimes més càlids, una correlació que es desprèn de les condicions de la regla d'Allen.

## Cant

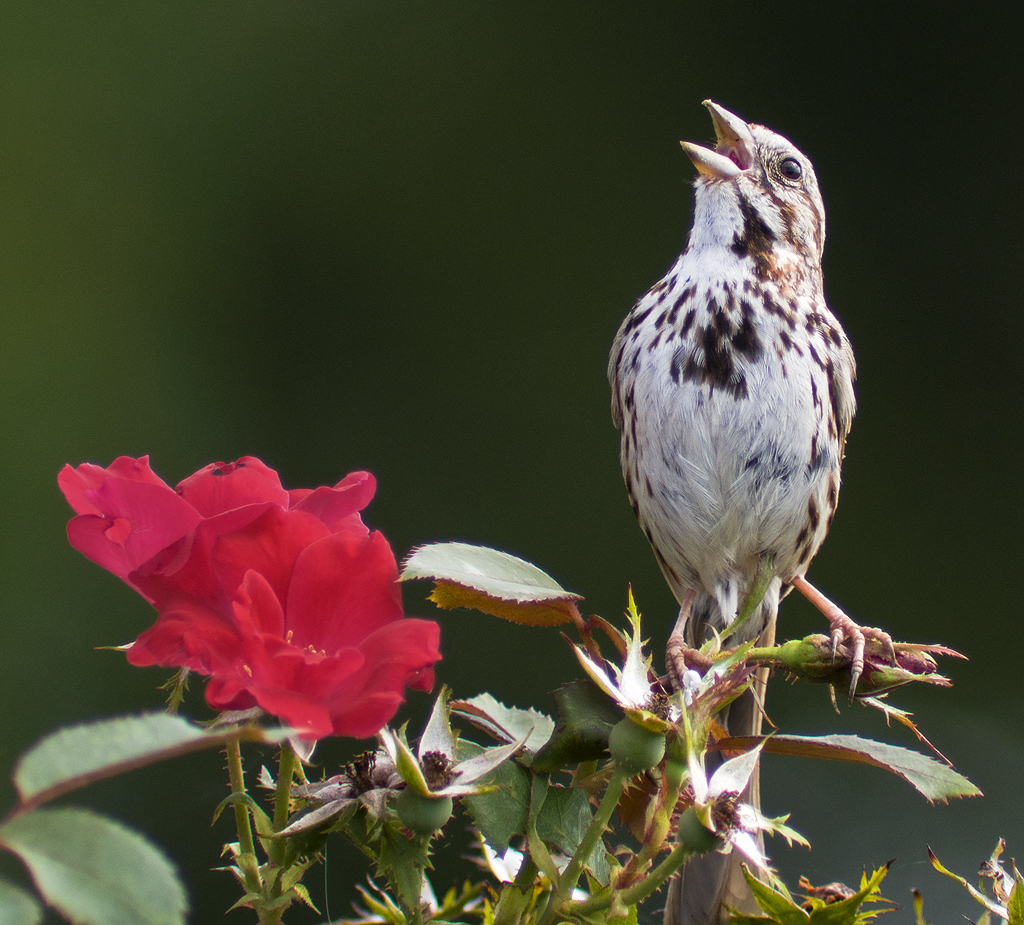
Sit cantaire piulant a Delaware, EUA

L'espècie sit cantaire rep el nom per l'ampli repertori de cants que té. Els amants dels ocells informen que un dels cants que s'escolten sovint en llocs suburbans s'assembla molt a les quatre notes inicials de la Simfonia núm. 5 de Ludwig van Beethoven. El mascle utilitza un cant força complex per declarar la propietat del territori i atraure les femelles.
El cant en si consisteix en una combinació de notes repetides, notes aïllades que passen ràpidament i trinats. Els cants són molt nítids, clars i precisos, la qual cosa els fa fàcilment distingibles per l'oïda humana. Un cant en particular ve determinat no només pel to i el ritme, sinó també pel timbre dels trins. Tot i que un ocell coneixerà molts cants (fins a 19 melodies diferents amb fins a 1.000 variacions improvisades sobre el tema bàsic), a diferència dels tords, el sit cantaire acostuma a repetir la mateixa cançó moltes vegades abans de canviar a una altra.
Els sits cantaire normalment aprenen els cants d'altres ocells que tenen en territoris veïns i, per tant, és més probable que aprenguin cants que es comparteixen entre veïns. En definitiva, triaran un territori proper o substituint els ocells dels quals han après. Això permet als sits cantaire "dirigir-se" als seus veïns amb cants compartits amb aquests veïns. S'ha demostrat que els sits cantaire són capaços de distingir els veïns dels estranys (nouvinguts) a partir del cant i també que les femelles són capaces de distingir (i prefereixen) els cants de la parella a la d'altres ocells veïns i, al seu temps, prefereixen els cants dels ocells veïns als dels estranys.
Un estudi de 2022 de la Universitat de Duke també va trobar que els mascles de sit cantaire memoritzen una "llista de reproducció" de 30 minuts dels seus cants i utilitzen aquesta informació per seleccionar tant la llista de reproducció actual com la següent. Les investigacions suggereixen que els mascles barregen i repeteixen deliberadament els cants possiblement per mantenir l'atenció de la femella.

## Depredadors i paràsits
Els depredadors comuns del sit cantaire adult són els gats, els falcons i els mussols; tanmateix, les serps, els gossos i el xoriguer americà són una amenaça pels polls. El sit cantaire reconeix els enemics tant per patrons instintius com apresos (inclòs l'aprenentatge cultural) i ajusta el comportament futur basant-se tant en les pròpies experiències com en veure com altres ocells interactuen amb els enemics. Experiments comparant ocells criats a mà amb l'observació d'ocells en estat salvatge suggereixen que la por als mussols i els falcons és instintiva, però la por als gats s'aprèn.
Els nius de sit cantaire són parasitzats pel vaquer capbrú. Els ous del vaquer s'assemblen molt als ous dels sit, encara que els ous del vaquer són una mica més grossos. El sit cantaire reconeix els vaquer capbrú com una amenaça i els ataquen quan estan a prop del niu. Hi ha algunes proves que aquest comportament s'aprèn més que no pas és instintiu. Un estudi més recent va trobar que el comportament d'atacar les femelles de vaquer que eren a prop dels nius pot fer sugmentar el parasitisme de les femelles de vaquer perquè aquestes utilitzen aquest comportament per identificar les femelles de sits cantaires que tenen més probabilitats de criar amb èxit un pollet de vaquer capbrú. Un estudi va trobar que, tot i que el parasitisme va donar lloc a més fracassos de la posta, en general hi va haver efectes insignificants sobre les poblacions de sits cantaires quan es van introduir els vaquers capbrú a una illa. L'estudi va assenyalar una sèrie de factors explicatius, com ara que els sits cantaires fan diverses niuades i les habilitats que tenen per criar pollets de vaquer amb la seva pròpia descendència.

## Taxonomia
El sit cantaire és una de les espècies d'ocells més politípiques d'Amèrica del Nord, rivalitzant amb altres espècies variables a escala mundial, com l'alosa banyuda, la cuereta groga, la xiuladora daurada i la merla insular. En un principi, va haver descrites 52 subespècies en total, de les quals 25 encara es reconeixen després d'una revisió morfològica sistemàtica. Recentment s'ha creat un genoma de referència d'alta qualitat per a aquesta espècie que permetrà anàlisis genòmiques exhaustives de les diferències entre les diverses subespècies morfològicament divergents.

### Grup oriental
De formes petites, color marronós, d'ales llargues amb marcades ratlles negres.
- Melospiza melodia melodia (Wilson, 1810). La subespècie nominal. Es localitza en la meitat oriental de la zona nord-americana, excepte les zones costaneres al sud de l'estat de Nova York. A l'hivern, migren cap al sud-est. Molt contrastat, molt clar amb ratlles negres a sota i marges grisos a les plomes posteriors. Aquesta població inclou les anomenades com M. m. juddi (Bishop, 1896); M. m. acadica (Thayer i Bangs, 1914); M. m. beata (Todd, 1930); M. m. euphonia (Wetmore, 1936); M. m. callima (Oberholser, 1974) i M. m. melanchra (Oberholser, 1974).
- Melospiza melodia atlantica (Todd, 1924). Habita a les dunes de sorra i salines de la costa atlàntica des de l'estat de Nova York cap al sud. Difereix de la nominal per tenir el dors gris. Inclou M. m. Rossignolii (Bailey, 1936).
- Melospiza melodia montana (Henshaw, 1884). Subespècie distribuïda a l'oest de les Muntanyes Rocoses. A l'hivern, alguns ocells de la part nord migren al nord-oest de Mèxic. Similar a l'espècie nominal, però més grossa, de coloració més apagada i bec més esvelt. Inclou M. m. Fisherella (Oberholser, 1911).

### Grup del nord-oest

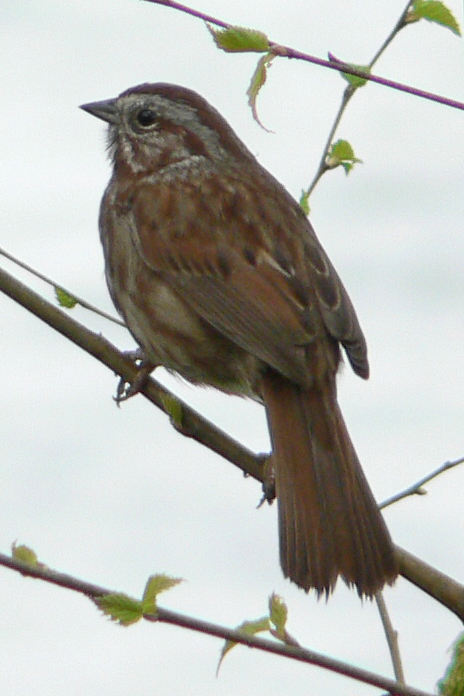
Feta a Springfield, Oregon a principis d'abril, aquesta foto probablement mostra M. m. cleonensis o un híbrid "phaea".

Franges fosques grosses, fosques i difuses. Un estudi de la variació de l'aloenzim d'ADNmt de la majoria de les subespècies d'aquest grup va concloure que són d'origen relativament recent i que aparentment les poblacions de les illes són independents les unes de les altres.
- Melospiza melodia maxima (Gabrielson & Lincoln, 1951), ocell gegant. Localitzat a l'oest de les Illes Aleutianes (des de l'illa d'Attu a la Atka), resident. La subespècie més grossa, aproximadament de la mida d'un durbec. En conjunt molt gris, ratlles llargues i difuses. Bec llarg i esvelt.
- Melospiza melodia sanaka (McGregor, 1901), també conegut com el sit cantaire aleutià. Localitzat a les Aleutianes des de l'est de l'illa de Seguam fins a la badia de Stepovak, Alaska, i les illes al sud de la península d'Alaska; resident. Similar a la M. m. maxima; més gris encara i el bec encara més esvelt. Inclou la M. m. semidiensis (Brooks, 1919), tot i que encara està per determinar si podria ser una subespècie diferent.[22] També inclou la població de l'illa Amak[23] anomenada M. m. amaka (Gabrielson & Lincoln, 1951), també conegut com sit cantaire d'Amak que va ser extingit a causa de la destrucció de l'hàbitat, aparentment va desaparèixer durant les setmanes de la nit de Cap d'Any, 1980/1981 (hi va haver albiraments no confirmats el 1987 i el 1988).
- Melospiza melodia insignis (Baird, 1869), sit cantaire de Bischoff. Localitzat a les illes Kodiak, Afognak, Sitkalidak i Raspberry, i Kukak i Katmai a la península d'Alaska; molts migren cap al sud a l'hivern. Són de mida mitjana i de color gris fosc.
- Melospiza melodia kenaiensis (Ridgway, 1900), sit cantaire de Kenai. Resident; distribuït per la costa del Pacífic de la península de Kenai i les illes Prince William Sound; uns residents, altres migrants. Més petit i més marró que la M. m. insignis.

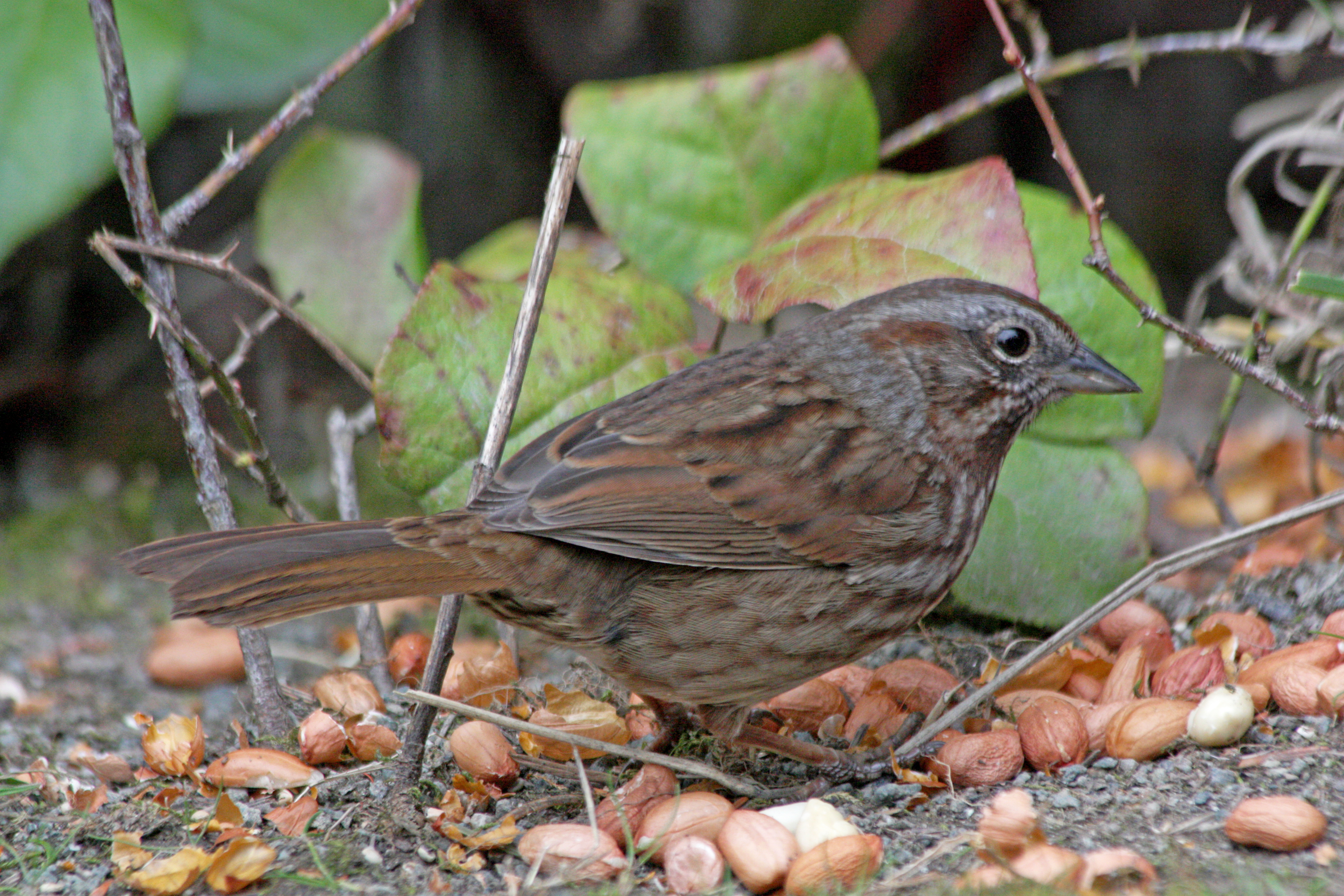
Presa a prop d'Anacortes, Washington al març, aquest individu és probablement M. m. morphna.

- Melospiza melodia caurina (Ridgway, 1899), sit cantaire de Yakutat. Localitzat a la costa del nord del golf d'Alaska, molts migren al nord-oest del Pacífic a l'hivern. Semblants a la M. m. kenaiensis però més petits.Presa a prop d'Anacortes, Washington al març, aquest individu és probablement M. m. morphna.Melospiza melodia rufina (Bonaparte, 1850). Illes exteriors de l'Arxipèlag Alexander i Haida Gwaii (illes de la Reina Carlota); la majoria són residents. És una subespècie molt fosca, vermellosa i petita. Inclou la M. m. Kwaisa (Cumming, 1933).
- Melospiza melodia morphna (Oberholser, 1899). Localitzat a la regió costanera del centre de la Colúmbia Britànica, dell sud fins al nord-oest d'Oregon; resident. Més petit, més roig que la M. m .rufina. Anteriorment, a la zona central d'Oregon, M. m. cinerea (Audubon, 1839); M. m. phaea (Fisher, 1902) eren considerats híbrids entre aquestes subespècies i M. m. cleonensis.
- Melospiza melodia merrilli (Brewster, 1896). Es localitza entre les zones de M. m. morphna i M. m. montana des del sud fins al nord de Nevada; alguns migren cap al sud a l'hivern. Inclou M. m. ingersolli (McGregor, 1899) i M. m. inexspectata (Riley, 1911) (inexpectata és un lapsus habitual). D'aparença inequívocament diferent; intermedi entre M. m. morphna i M. m. montana, es poden hibridar.
- Melospiza melodia cleonensis (McGregor, 1899). Localitzada entre el sud-oest d'Oregon i l'oest de la serralada de les Cascades. De color marronós, sobretot als flancs; sense gris a l'esquena; la part inferior amb vetes de color castany una mica difuses.

### Grup Cismontane de Califòrnia
Petits i d'ales curtes i marronoses. Tots residents, excepte individus ocasionals provinents de poblacions de les terres altes.
- Melospiza melodia gouldii (Baird, 1858). Costa central de Califòrnia, excepte la badia de San Francisco. Una subespècie molt marró i clarament marcada; serrells de la part superior de l'esquena (no gris clar). M. m. santaecrucis (Grinnell, 190) són híbrids amb ocells del sud i poblacions de la vall central.
- Melospiza melodia samuelis (Baird, 1858), també conegut com sit cantaire de San Pablo. Al nord de les maresmes de la badia de San Francisco i la de San Pablo. Es tracta d'una subespècie petita i de bec petit de coloració oliva fosca a la part superior.
- Melospiza melodia maxillaris (Grinnell, 1909), conegut també com sit cantaire de Suisun. Localitzat als aiguamolls de la badia de Suisun. Parts superiors fosques; marró amb les vores amb capes grises; base del bec gruixuda.
- Melospiza melodia pusillula (Ridgway, 1899), també conegut com sit cantaire de l'Alameda. Es troba a l'est dels aiguamolls de la badia de San Francisco. És la subespècie més groguenca, més pàl·lida que M. m. samuelis i tonalitat groc clar a la panxa.
- Melospiza melodia heermanni (Baird, 1858). Localitzat a la costa central i la vall central de Califòrnia i de sud a nord de Baixa Califòrnia. De color semblant a la M. m. maxil·lar però és una subespècie continental de mida mitjana. A la zona mexicana, poden tenir una variació consistent en que són més negres a l'esquena, les poblacions locals van estar separades com a M. m. cooperi (Ridgway, 1899) i M. m. mailliardi (Grinnell, 1911). Aquesta última, que es troba al voltant de Modesto, pot ser un pèl diferent.
- Melospiza melodia graminea (Townsend, 1890). Descrit a l'illa Santa Bàrbara, illes del Canal de Califòrnia. És més petita i de color gris pàl·lid que M. m. heermanni. Originalment anomenat sit cantaire de Santa Bàrbara; els ocells de les illes Coronado van ser descrits com M. m. coronatorum (Grinnell i Daggett, 1903), els de l'illa de San Miguel com M. m. micronyx (Grinnell, 1928) i els de les illes San Clemente, Santa Rosa i Anacapa com a M. m. clementae (Townsend, 1890). A l'illa de Santa Cruza es troba la població híbrida amb M. m. heermanni. Extingit a Santa Bàrbara (i possiblement a San Clemente) per gats salvatges, c. 1967–1970.

### Grup del sud-oest
Petits, pàl·lids, ratlles de color vermellós; tots residents.
- Melospiza melodia fallax (Baird, 1854), conegut també com a sit cantaire dels desert. Es localitza al desert de Sonora i zones dels deserts de Mojave fins a l'est d'Arizona. És de coloració vermellosa pàl·lida. Els sinònims són M. m. saltonis (Grinnell, 1909), M. m. virginis (Marshall i Behle, 1942) i M. m. Bendirei (Phillips, 1943).
- Melospiza melodia rivularis (Bryant, 1888). Baixa Califòrnia central. Semblant a M. m. fallax però amb el pit lleugerament ratllat i el bec llarg i prim.
- Melospiza melodia goldmani (Nelson, 1899). Encara no s'ha trobat fora de la zona del Salto, Sierra Madre Oriental. Té el dors marró vermellosa fosc amb ratlles marrones igual que a M. m. morphna.

### Grup de la Meseta Mexicana

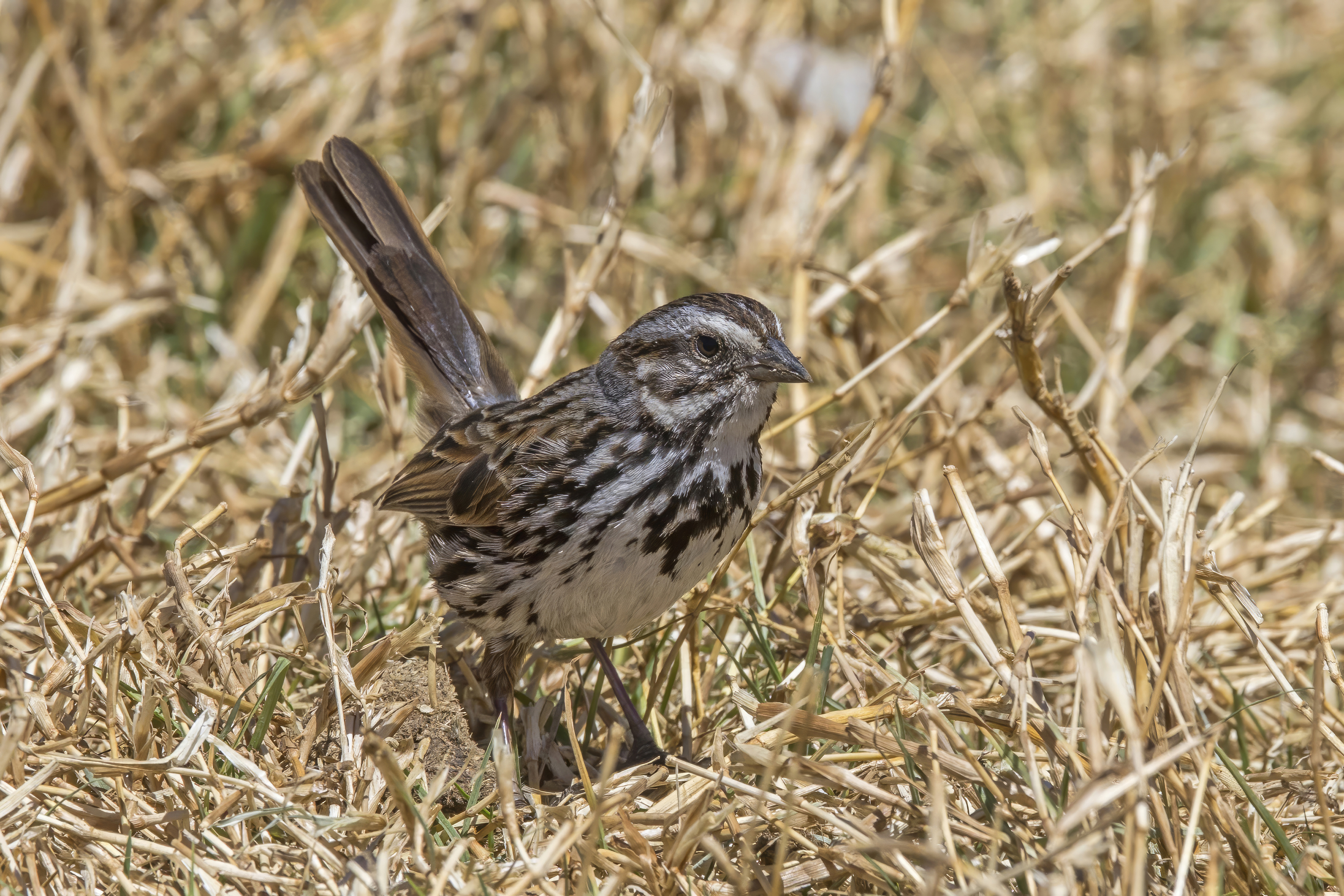
M. m. mexicana
Almoloya del Rio, Mexico

Goles blanques i taques negres; tots residents.
- Melospiza melodia adusta (Nelson, 1899). Conca hidrogràfica del riu Lerma des de Zacapú fins al llac Yuriria. Patró negre molt acusat al ventre i l'esquena, gola blanca clara. Els ocells són menys marrons vermellosos a mida que ens desplacem cap a l'est.
- Melospiza melodia villai (Phillips i Dickerman, 1957). Capçalera del riu Lerma prop de Toluca. De color marró més fosc i més apagat que la M. m. adusta, clarament de mida grossa.
- Melospiza melodia mexicana (Ridgway, 1874). De Hidalgo a Puebla. Més apagat i pàl·lid que la M. m. adusta, els ocells de la zona sud són més grisencs. Inclou M. m. asteca (Dickerman, 1963) i M. m. niceae (Dickerman, 1963). "M. m. pectoralis" no es pot assignar a una població coneguda.
- Melospiza melodia zacapu (Dickerman, 1963).

## Estat de conservació
Vist en conjunt, el sit cantaire està prou estès i és força comú com per ser classificat com a espècie de preocupació menor per la UICN. Els tàxons mailliardi, maxillaris, samuelis (tots de categoria 3), pusillula (categoria 2) i graminea (categoria 1) estan catalogats com a espècies d'especial preocupació a Califòrnia.